# Menhir de Tarbert
Le menhir de Tarbert est un mégalithe situé dans l'archipel des Hébrides, en Écosse.

## Situation
La pierre se situe à environ 4 km au nord du village de Lagg, dans le centre-est de l'île de Jura, dans les Hébrides intérieures ; elle se dresse dans un pré, à proximité de la route A846 (A846 road (en)).

## Description

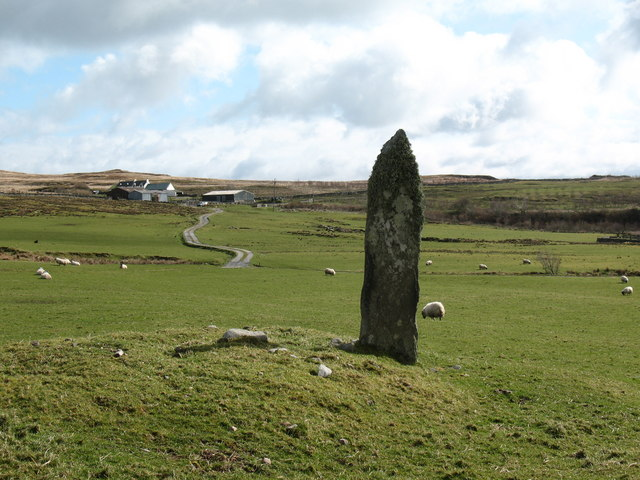

Il s'agit d'un menhir datant de l'Âge du bronze orienté nord-sud mesurant 2,5 m de hauteur pour une largeur maximale de 60 cm et une épaisseur maximale de 25 cm ; il a une forme vaguement rectangulaire avec un sommet pointu.